# Moghilovo, Stara Zagora
Moghilovo (în bulgară Могилово) este un sat în comuna Cirpan, regiunea Stara Zagora,  Bulgaria. 

## Demografie
Componența etnică a satului Moghilovo
     Bulgari (98,62%)
     Nicio identificare (1,37%)
     Altele (0%)
La recensământul din 2011, populația satului Moghilovo era de 145 locuitori. Din punct de vedere etnic, majoritatea locuitorilor (98,62%) erau bulgari. Pentru 1,37% din locuitori nu este cunoscută apartenența etnică.